# Farranfore
Farranfore is een plaats in het Ierse graafschap County Kerry.